# Ча Юн-уу
И Донг Мин (на корейски: 이동민), известен също като Ча Ън У (차은우), е южно корейски певец, актьор и модел на марката Fantagio. Член е на южно корейската момчешка група Astro.

## Ранен живот
Лий Донг Мин е роден на 30 март 1997 г. в Гунпо, провинция Гейонджи.
Посещавал е прогимназиалното училище Suri, а след това и гимназия Suri. Дипломира се в училище по изкуства Hanlim през 2016 г. Посещава университета Сунгкюнкван, специалност сценични изкуства.

## Кариера

### 2013–15: Начало на кариерата
Ча дебютира като актьор с малка роля във филма My Brilliant Life.
През август 2015 г. Ча заедно с други членове на групата, участват в уеб драмата To Be Continued.

### 2015 –: Дебют с Astro, солови изпълнения и придобиване на популярност
Astro дебютират на 23 февруари 2015 г. с мини албума Spring Up. През август на празника Чусок участва в специалното вариететно шоу Replies That Make Us Flutter. През септември участва в друга пилотна програма – Boomshakalaka.
Ча е водещ на шоуто Show! Music Core редом с Ким Са-рон и Лий Су-мин, които са му гостували от 2016 до 2018 г. Същата година той участва в уеб драмата My Romantic Some Recipe.
През 2017 г. Ча е участва в драмата KBS2 Hit The Top. Същата година участва в уеб драмата Sweet Revenge.
През 2018 г. Ча участва в уеб драмата Топ мениджмънт. Същата година участва в сериала JTBC Gangnam Beauty, като това е и първата му водеща роля в телевизията. Ча добива популярността след излъчването на сериала е включен в „Корейски мъже на годината“ на GQ.
През 2019 г. Ча участва в историческата драма Rookie Historian Goo Hae-ryung, заедно с Shin Se-kyung.

## Любопитно
- Ча Юн-уу има по-малък брат, който учи в Китай.
- Наричан е „Face Genius“ (използва се за някой, който има много красиво лице).
- Прякорът му е „Сутрешна аларма“, тъй като винаги се събужда по-рано и започва да буди останалите членове на групата.
- Любимият му футболен отбор е Реал Мадрид.
- Може да свири на пиано, китара, флейта и цигулка.
- Когато е в четвърти клас остава 6 месеца на Филипините, за да учи английски език.
- Хобитата му са да гледа филми, да слуша музика и да свири на пиано.